# Phintella linea
Phintella linea är en spindelart som först beskrevs av Karsch 1879.  Phintella linea ingår i släktet Phintella och familjen hoppspindlar. Inga underarter finns listade i Catalogue of Life.